# Station Czeluścin
Station Czeluścin is een spoorwegstation in de Poolse plaats Czeluścin.